# RealNetworks
RealNetworks (NASDAQ: RNWK
) és un proveïdor de programari per a Internet i serveis, situat en Seattle, Washington, Estats Units. La companyia és coneguda per la creació de RealAudio, un format d'àudio comprimit, RealVideo, un format de vídeo comprimit i RealPlayer, un reproductor multimèdia. La companyia és coneguda també per les seues subscripcions en línia de diferencts serveis com Rhapsody, SuperPass, i RealArcade, i per les seues propietats multimèdia com Film.com i RollingStone.com.